# 1932 en basket-ball
Chronologie du basket-ball
1931 en basket-ball - 1932 en basket-ball - 1933 en basket-ball
Les faits marquants de l'année 1932 en basket-ball :

## Récapitulatifs des principaux vainqueurs de compétitions 1931-1932

### Masculins
| Europe - France : CAUFA Reims. - Grèce : non disputé. - Italie : Ginnastica Triestina. - URSS : non disputé. | Amériques | Afrique, Asie, Océanie |

### Féminines
| Europe - France : Linnet's Saint-Maur. - Italie : Gioiosa Milano. Amériques | Afrique, Asie, Océanie |